# Powstanie jakobickie 1745 roku
Powstanie jakobickie 1745 roku (również Druga Wielka Rebelia, Powstanie 45 roku) – powstanie w Szkocji zorganizowane przez „Młodego Pretendenta”, księcia Karola Edwarda Stuarta, syna Jakuba III. Jako jedyne z powstań szkockich miało pełne szanse na powodzenie.
Powstanie które wybuchło w czasie wojny o sukcesję austriacką, rozpoczęło się przybyciem do Szkocji księcia Karola Edwarda, który przy braku wsparcia Francji tym razem z własnej kieszeni finansował przedsięwzięcie. 2 sierpnia 1745 młody książę wylądował na Hebrydach z niewielką grupą jakobickich emigrantów, 700 ochotnikami z Irlandzkiej Brygady i ładunkiem broni dla powstańców.
Młodzieńczy zapał Karola Edwarda, jego szacunek dla góralskich tradycji oraz krwawe rządy angielskich najeźdźców przyczyniły się do masowego poparcia powstania. Prócz większości góralskich klanów szkockich przyłączali się również jakobici z nizin i Anglii. Armia powstańcza prawie bez walki zajęła stolicę Szkocji – Edynburg. Pierwsze wielkie zwycięstwo w bitwie pod Prestonpans 21 września przyczyniło się do podniesienia morale wojsk i dalszego napływu ochotników. Powstańcy rozpoczęli marsz na Newcastle, w Londynie zapanowała panika. Jednak niezdecydowanie dowódców, niesnaski w sztabie i zaczynające się dezercje wśród ochotników przyczyniły się do klęski. Armia rządowa została natomiast wsparta świeżymi hanowerskimi siłami, ściągniętymi z kontynentu. Ostateczną klęskę siły jakobickie poniosły 16 kwietnia 1746 w bitwie pod Culloden, na moczarach opodal Inverness. „Młody Pretendent” został siłą wycofany z walki i po kilku miesiącach ukrywania się (między innymi w stroju kobiety) wśród góralskich stronników wrócił do Francji.
Anglicy i ich zwolennicy pod wodzą głównodowodzącego księcia Cumberland rozpoczęli krwawe represje. Większość rannych pod Culloden została dobita, ponad 1000 jeńców sprzedano jako niewolników na plantacje w Ameryce, w Szkocji zaczęły się prawdziwe polowania na jakobitów. System klanowy został zakazany, zakazano nawet używania narodowego stroju szkockiego, języka gaelickiego i posiadania broni. Syn króla Jerzego II, książę Cumberland, zyskał miano „rzeźnika Cumberlanda”.
Na kanwie tych wydarzeń powstała powieść Waltera Scotta „Waverley”, a także Roberta Louisa Stevensona „Porwany za młodu”.

## Bitwy
- 1745
  - 16 sierpnia Highbridge (potyczka) – zwycięstwo jakobitów,
  - 21 września Prestonpans – zwycięstwo jakobitów,
  - 13–15 listopada 1. Carlisle (oblężenie) – zwycięstwo jakobitów,
  - 18 grudnia Clifton Moor (potyczka) – zwycięstwo jakobitów,
  - 21–30 grudnia 2. Carlisle (oblężenie) – zwycięstwo sił rządowych,
  - 23 grudnia Inverurie – zwycięstwo jakobitów,
- 1746
  - 17 stycznia Falkirk – zwycięstwo jakobitów,
  - 20 marca-3 kwietnia Fort William (oblężenie) – zwycięstwo sił rządowych,
  - 16 kwietnia Culloden – zwycięstwo sił rządowych.